# Псковська судна грамота
Псковська судна грамота (скор. ПСГ) — пам'ятка російського феодального права XIV—XV століть, зібрання законів Псковської феодальної республіки. Виявлена професором М. Н. Мурзакевичем в родинному архіві намісника Бессарабії графа М. С. Воронцова; опублікована 1847 року.

## Структура та зміст

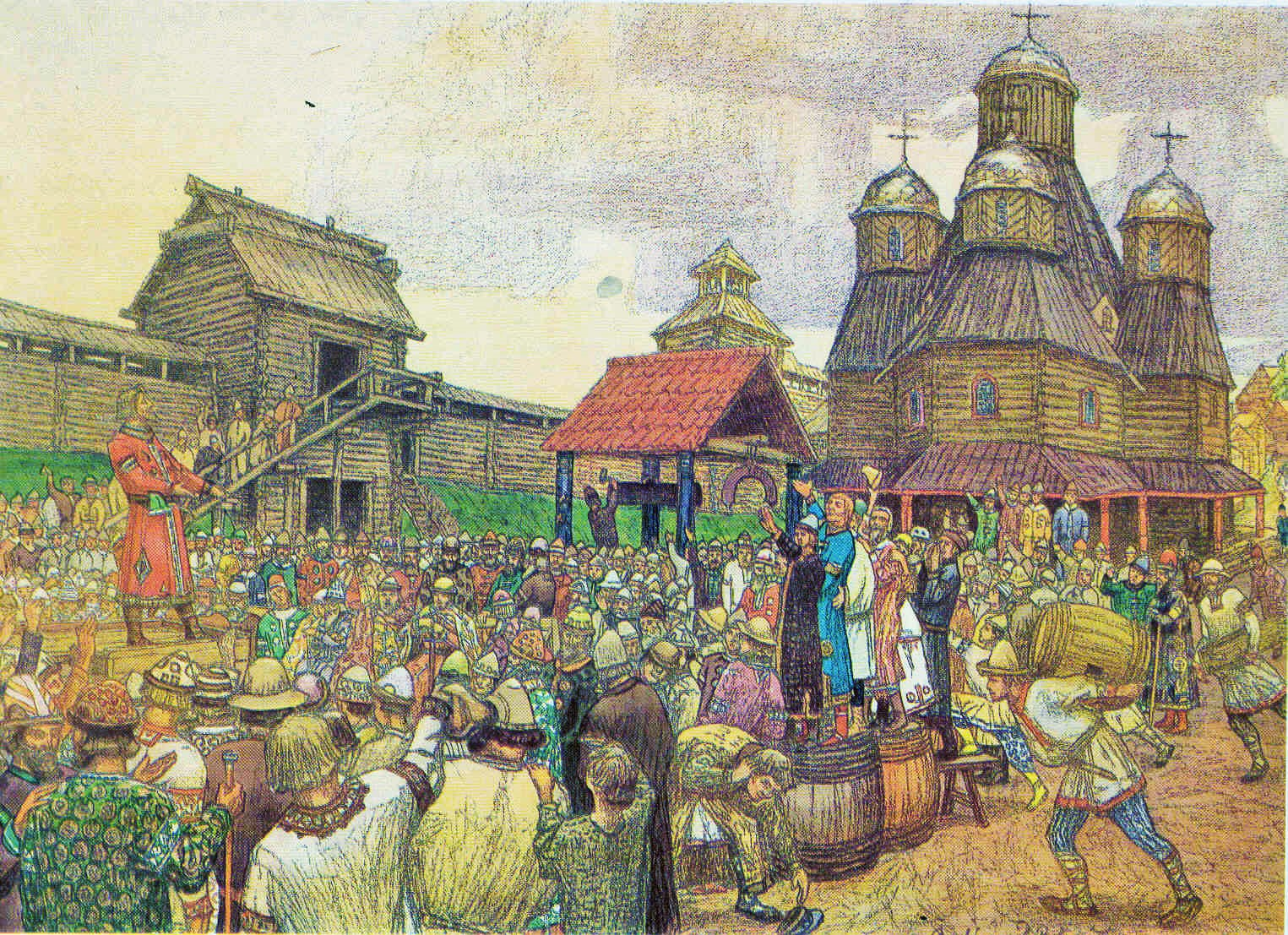
Псковське віче, яке за переказами прийняло Псковську Судну грамоту. Картина Аполінарія Васнєцова (1909)

До Псковської Судної грамоти ввійшли норми звичаєвого права і «Руської правди» та княжі грамоти. Складається з 120 статей. Грамота регулювала відносини між феодалами і феодально залежним населенням, порядок судочинства, містила норми цивільного та кримінального права. Більше половини статей присвячено цивільному праву, зокрема нормам, що регулювали право власності, відносини в галузі зобов'язального права (купівля — продаж, дарування тощо), спадкування. Псковська судна грамота передбачала смертну кару — за крадіжку з Псковського кремля, за державну зраду, підпал, крадіжку, вчинену втретє. За всі інші злочини — «продажа», тобто грошовий штраф. Порівняно з «Руською правдою» відображала більш високий рівень економічного і політичного розвитку феодальної держави, розвиток товарно-грошових відносин у країні.